# Riley RM
L’RM è una serie di autovetture prodotta dalla Riley dal 1945 al 1955.
Insieme alla Pathfinder, sono stati gli ultimi modelli progettati dalla Riley in modo indipendente, cioè prima che la casa automobilistica britannica fosse assorbita nella British Motor Corporation (1952). I modelli vennero assemblati originariamente a Coventry, ma nel 1949 la produzione venne trasferita ad Abingdon.
Ci furono tre tipi di modelli RM. Al primo tipo apparteneva la RMA, che era una grande berlina sostituita poi dalla RME. Un altro tipo fu la RMB, che era un modello ancora più grande in seguito rimpiazzato dalla RMF. La RMC e la RMD furono invece delle vetture sportive a produzione limitata con carrozzeria, rispettivamente, roadster e cabriolet.
I motori, disponibili erano due, entrambi progettati prima della seconda guerra mondiale. Il primo aveva una cilindrata di 1496 cm³, mentre il secondo di 2.443 cm³. Ambedue erano in linea a quattro cilindri ed erano dotati di un doppio albero a camme in testa. La camera di combustione era semisferica.

## La Riley RMA
La RMA è stata la prima Riley prodotta dopo la seconda guerra mondiale. Aveva installato il motore da 1,5 L, e possedeva dei freni idraulici. Le sospensioni erano indipendenti con barra di torsione all'avantreno. Il telaio era in legno, come da tradizione inglese, mentre la linea della vettura era conforme a quella degli altri modelli dell'epoca. Era offerta con un solo tipo di carrozzeria, berlina due o quattro porte. La velocità massima del modello era di 121 km/h. È stata sostituita dalla Riley RME.

## La Riley RMB
La RMB era in sostanza la versione ingrandita della RMA, e fu lanciata sul mercato nel tardo 1946. Aveva installato il motore da 2,5 L. Quest'ultimo possedeva due carburatori SU ed inizialmente erogava 90 CV. Nel 1948 la potenza fu incrementata a 100 CV. La velocità massima raggiunta dal modello era di 153 km/h. La RMB venne sostituita dalla RMF nel 1952. Fu in commercio con un solo tipo di carrozzeria, berlina due o quattro porte.
Nel 1949 la rivista specializzata The Motor provò il modello. Fu registrata una velocità massima di 140 km/h ed un'accelerazione da 0 a 97 km/h di 16,8 secondi. Il consumo di carburante fu di 14,4 L/100 km. Il modello utilizzato nel test costava 1.224 sterline.

## La Riley RMC
La RMC era una roadster due porte che poteva trasportare tre passeggeri. In sostanza, era la versione sportiva della RMB, anche se, a differenza di quest'ultima, possedeva un grande bagagliaio posteriore ed un parabrezza ripiegabile. Con la RMB, condivideva il motore da 2,5 L di cilindrata e 100 CV di potenza. Il veicolo poteva raggiungere i 161 km/h. Il modello fu progettato per l'esportazione in Nordamerica, e fu prodotto in poco più di 500 esemplari. La leva del cambio fu spostata sul piantone dello sterzo.

## La Riley RMD
La RMD fu una cabriolet due porte tradizionale, e fu l'ultima vettura con questo tipo di carrozzeria a portare il marchio Riley. Utilizzava lo stesso motore della RMB. Vennero prodotti poco più di 500 esemplari.

## La Riley RME
La RME fu la versione aggiornata della RMA. Aveva installato il motore da 1,5 L di cilindrata. Possedeva dei freni idraulici. La carrozzeria fu ingrandita e venne installato un lunotto incurvato. Dal 1954 vennero eliminati i predellini.
Per migliorare l'accelerazione, il rapporto finale fu cambiato da 4,89:1 to 5,125:1. Venne sostituita dalla Riley 1.5.
Nel 1952 la rivista specializzata The Motor provò il modello, Fu registrata una velocità massima di 121 km/h ed un'accelerazione da 0 a 97 km/h di 29,5 secondi. Il consumo di carburante fu di 11,7 L/100 km. Il modello utilizzato nel test costava 1.339 sterline.

## La Riley RMF
La RMF sostituì nel 1952 la RMB. Con quest'ultima, condivideva il motore da 2,5 L, mentre con la RME aveva in comune alcune parti della meccanica. Il modello venne sostituito nel 1953 dalla Riley Pathfinder.